# 渡辺正和
渡辺 正和（わたなべ まさかず、1966年4月12日 - ）は、佐賀県佐賀市出身の元プロ野球選手（投手）、大学教員。血液型はA。
現在は福岡大学スポーツ科学部講師、福岡大学野球部副部長。

## 経歴
佐賀西高校では2年生からエースとなり、1983年夏の県大会準決勝に進出するが、鳥栖高の内山正博投手に抑えられ敗退。翌1984年夏も準決勝で鹿島実に惜敗し、甲子園には出場できなかった。
卒業後は筑波大学へ進学。首都大学野球リーグでは、1987年秋季リーグで5勝（3敗）と活躍。1学年下の小林昭則との二本柱でチーム初優勝に貢献し、MVP、最優秀投手に選ばれた。直後の明治神宮大会では準決勝で東洋大を完投で破り、決勝でも秋村謙宏が先発する法大を相手に小林の後を受けて7回途中から登板し、延長10回の熱戦の末に降して初優勝を飾る。国公立大学野球部としても史上初の全国大会優勝であった。同年の日米大学野球選手権大会日本代表に選出されている。リーグ通算58試合登板、21勝13敗、防御率1.81。
東京ガスに進み、1992年の都市対抗に熊谷組の補強選手として出場。準決勝で王子製紙春日井を完封するなど活躍、決勝で日本生命に敗れるがチームの準優勝に貢献した。
同年のドラフトで福岡ダイエーホークスから5位指名を受けて入団。1年目の1993年から先発として起用されるが結果を出せず、翌年は中継ぎに回り4勝をあげる。その後は長く故障に苦しみ、毎年の様に整理要員として名前が挙がるほどであった。フロントは1999年限りで戦力外と投手コーチの尾花高夫に連絡するが尾花の意向で残留となる。
34歳になる2000年、ようやくリリーフに定着。60試合に登板し防御率2.54という好成績でリーグ優勝に貢献。当時39歳の長冨浩志とともに「中年の星」として注目を浴び、「ナベじい」の愛称で親しまれた。同年の日本シリーズでも2戦目で勝利投手になるなど活躍。2001年には48試合、2002年には57試合、2003年には46試合と4年間で211試合に登板し、ホークスの「勝利の方程式」の一角として活躍したが、同年オフに戦力外通告を受け、この年限りで引退。
引退後の2004年にはプロ野球マスターズリーグの福岡ドンタクズに入団。KBC九州朝日放送やJ SPORTSなどで野球解説者を務め、それと並行して教職資格の取得等のため福岡大学大学院に入学。2006年には母校の佐賀西高校で教育実習を終え、6月に教員免許を取得した。
その後は2007年3月に福岡大学大学院修士課程を修了し、4月より同大学スポーツ科学部講師（バイオメカニクス専攻）に就任。また野球部投手コーチも務め、川頭秀人や白仁田寛和らを輩出した。
2008年4月からは福岡大学スポーツ科学部助手室長。2011年4月より再び同大学スポーツ科学部専任講師となり、2015年4月からは同大学の野球部監督に就任した。2019年2月に監督を退任した。同時に野球部副部長に就任。

## 選手としての特徴・人物
左のスリークォーターから抜群のコントロールで投げられるスライダーと落差のあるスクリューが武器。
眼鏡がトレードマークで、先輩からは「ナベじい」と呼ばれ、後輩からは「じいさん」と慕われていた。優しい顔立ちだったこともあり、ダイエー時代の監督の王貞治からは「ヒゲでもはやせ！」と真顔で言われていた。
幼少時に父親と死別し、厳格な母親に育てられた。進学校である佐賀西高、国立の筑波大学への進学という堅実な経歴も母の希望によるもので、さらにドラフトで指名を受けても当初はプロ入りに消極的だったという。

## 詳細情報

### 年度別投手成績
| 年 度     | 球 団     | 登 板 | 先 発 | 完 投 | 完 封 | 無 四 球 | 勝 利 | 敗 戦 | セ 丨 ブ | ホ 丨 ル ド | 勝 率 | 打 者 | 投 球 回 | 被 安 打 | 被 本 塁 打 | 与 四 球 | 敬 遠 | 与 死 球 | 奪 三 振 | 暴 投 | ボ 丨 ク | 失 点 | 自 責 点 | 防 御 率 | W H I P |
| --------- | --------- | ----- | ----- | ----- | ----- | -------- | ----- | ----- | -------- | ----------- | ----- | ----- | -------- | -------- | ----------- | -------- | ----- | -------- | -------- | ----- | -------- | ----- | -------- | -------- | ------- |
| 1993      | ダイエー  | 24    | 6     | 1     | 0     | 0        | 1     | 3     | 0        | --          | .250  | 251   | 56.0     | 60       | 11          | 30       | 0     | 1        | 35       | 0     | 0        | 38    | 32       | 5.14     | 1.61    |
| 1994      | ダイエー  | 21    | 0     | 0     | 0     | 0        | 4     | 1     | 0        | --          | .800  | 133   | 32.1     | 22       | 2           | 11       | 0     | 3        | 24       | 1     | 0        | 17    | 15       | 4.18     | 1.02    |
| 1997      | ダイエー  | 5     | 0     | 0     | 0     | 0        | 0     | 1     | 0        | --          | .000  | 39    | 7.1      | 13       | 1           | 5        | 0     | 0        | 5        | 1     | 0        | 11    | 11       | 13.50    | 2.45    |
| 1998      | ダイエー  | 3     | 0     | 0     | 0     | 0        | 0     | 0     | 0        | --          | ----  | 13    | 3.0      | 3        | 0           | 1        | 0     | 0        | 1        | 0     | 0        | 3     | 3        | 9.00     | 1.33    |
| 2000      | ダイエー  | 60    | 0     | 0     | 0     | 0        | 6     | 1     | 0        | --          | .857  | 346   | 85.0     | 61       | 5           | 31       | 4     | 5        | 54       | 2     | 0        | 27    | 24       | 2.54     | 1.08    |
| 2001      | ダイエー  | 48    | 0     | 0     | 0     | 0        | 3     | 1     | 0        | --          | .750  | 185   | 41.0     | 48       | 6           | 16       | 2     | 3        | 16       | 0     | 1        | 23    | 23       | 5.05     | 1.56    |
| 2002      | ダイエー  | 57    | 0     | 0     | 0     | 0        | 1     | 1     | 1        | --          | .500  | 175   | 40.2     | 38       | 5           | 21       | 5     | 1        | 23       | 0     | 0        | 12    | 12       | 2.66     | 1.45    |
| 2003      | ダイエー  | 46    | 0     | 0     | 0     | 0        | 0     | 1     | 0        | --          | .000  | 161   | 36.1     | 38       | 5           | 17       | 4     | 5        | 19       | 0     | 0        | 20    | 20       | 4.95     | 1.51    |
| 通算：8年 | 通算：8年 | 264   | 6     | 1     | 0     | 0        | 15    | 9     | 1        | --          | .625  | 1303  | 301.2    | 283      | 35          | 132      | 15    | 18       | 177      | 4     | 1        | 151   | 140      | 4.18     | 1.38    |

### 記録
- 初登板：1993年4月11日、対西武ライオンズ2回戦（西武ライオンズ球場）、7回裏2死に5番手で救援登板・完了、1回1/3無失点
- 初奪三振：1993年5月30日、対オリックス・ブルーウェーブ9回戦（福岡ドーム）、7回表にタイ・ゲイニーから
- 初先発：1993年6月5日、対近鉄バファローズ9回戦（藤井寺球場）、8回0/3を5失点（自責点3）
- 初勝利・初完投勝利：1993年6月11日、対千葉ロッテマリーンズ9回戦（福岡ドーム）、9回1失点
- 初セーブ：2002年7月30日、対オリックス・ブルーウェーブ16回戦（グリーンスタジアム神戸）

### 背番号
- 28 （1993年 - 2003年）